# 文峰古建筑群
文峰古建筑群是位于中华人民共和国福建省宁德市蕉城区虎浿镇文峰村的一批徽派古建筑，包括陈惧斋祠、黃禮鉁故居、环水宫和闽东红军石堂集训指挥部旧址，2018年9月入选第九批福建省文物保护单位。

## 各建筑概况

### 陈惧斋祠
陈惧斋祠主祀出身于文峰村的理学名家陈普，号惧斋。祠堂最早为仁丰寺，始建年代已无考，陈普将该寺辟为书院，在此讲授理学。明朝嘉靖十四年（1535年），宁德县令叶稠将仁丰书院修建为祀奉陈普的祠堂，明清两代多次重修，现存建筑为清代建筑风格，占地面积292.6平方米，单进合院式，门额上书写“陈惧斋先生祠”六字，厅堂单檐悬山顶，面阔五间。

### 黃禮鉁故居
黃禮鉁故居建于清朝道光至咸丰年间（1821年—1861年），为前臺灣水師協副将黃禮鉁居住地，建筑坐北朝南，由门亭、天井、正座、前后廊庑及偏座组成，占地面积335.2平方米，正座面阔三间，前廊带卷栅轩顶，穿斗式木构架。该住宅的大厅朝南、大门朝东，为民居之罕有。回廊上有一道写着“尧天舜曰”的匾额，天井为青石板铺就。

### 环水宫
环水宫是古石堂三十六村共同奉祀奶娘陈靖姑的场所，创自宋、元时期，于清朝乾隆九年（1744年）重建并兴建戏台，由门厅、戏台，大殿组成，占地面积约380.5平方米。正殿面阔三间，抬梁穿斗混合式木构架悬山顶，正中顶部饰以八角藻井。

### 闽东红军石堂集训指挥部旧址
闽东红军石堂集训指挥部旧址是一个清晚期民居建筑，由大门、前埕、正门、门厅、前天井及两侧厢房、正厅、后天井、倒座、左右护厝及后院组成，占地面积858.2平方米；1937年冬至1938年1月，中国工农红军闽东独立师北上抗日前在石堂一带集训，指挥部设于此。

## 保护历史
陈惧斋祠是县级宁德市在1992年12月公布的第二批县级文物保护单位，闽东红军石堂集训指挥部旧址、环水宫、黄礼鉁故居曾于2012年6月20日列入蕉城区文物点，2016年，虎贝镇人民政府请求蕉城区政府将陈惧斋祠、黄礼鉁故居、黃禮鉁墓、环水宫、文武魁宅、闽东红军北上抗日集训地团部旧址等6处单体古建筑和古墓葬申报为省级文物保护单位。2018年9月7日，福建省人民政府将文峰古建筑群公布为第九批文物保护单位，但黃禮鉁墓和文武魁宅未能入选。福建省人民政府划定建筑群各单体建筑四周各向外延伸20米为文物保护范围。